# Saint-Lary (Ariège)
Saint-Lary é uma comuna francesa na região administrativa de Occitânia, no departamento de Ariège. Estende-se por uma área de 33,91 km². Em 2010 a comuna tinha 131 habitantes (densidade: 3,9 hab./km²).